# Charlotte Sprenkels
Charlotte Sprenkels is een Nederlands harpiste.
Sprenkels studeerde harp aan het Koninklijk Conservatorium in Den Haag bij Edward Witsenburg. Ze is vaste harpiste van het Rotterdams Philharmonisch Orkest. Verder speelt ze in het Chamber Orchestra of Europe en is ze actief in de kamermuziek.
- International Standard Name Identifier: 0000 0000 4967 0575
- Library of Congress Control Number: nr94023355
- Virtual International Authority File: 61427917
- WorldCat: E39PBJqQD3G4kvGhxwVKG3cpT3